# Жундијаи
Жундијаи (порт. Jundiaí) град је у Бразилу у савезној држави Сао Пауло. Према процени из 2007. у граду је живело 342.983 становника.

## Становништво
Према процени из 2007. у граду је живело 342.983 становника.
| 1991.   | 2000.   |
| ------- | ------- |
| 289,269 | 323,397 |